# Distrito de Buenos Aires (Picota)
Para el distrito piurano, véase Distrito de Buenos Aires (Morropón).

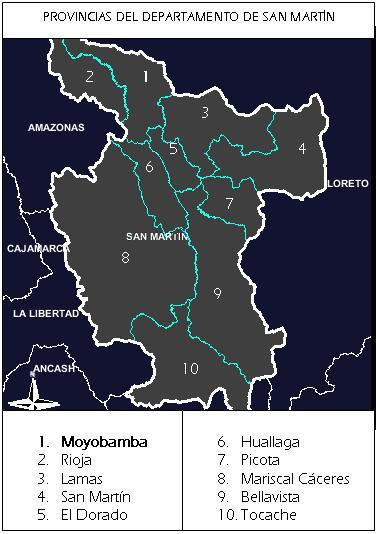
División política del Departamento de San Martín.

El distrito de Buenos Aires  es uno de los 10 que conforman la provincia de Picota, en el departamento de San Martín, bajo la administración del Gobierno Regional de San Martín, (Perú).

## Historia
El distrito fue creado mediante Ley n.º 12094 el 7 de abril de 1954, en el gobierno del presidente Manuel A. Odría.

### Aspecto Histórico

#### Antecedentes sobre su historia
Es necesario hacer una retrospección de nuestra historia para tener una visión clara de los primeros rastros humanos de esta ubérrima zona enclavada entre las vertientes del río Huallaga y las quebradas de paujilzapa.
Entre los años de 1538 a 1540, luego de la fundación española de Moyobamba al no someterse a las costumbres españolas muchos grupos étnicos, al parecer huyeron por distintos lugares ubicándose la mayoría de ellos en las orillas de los ríos.
Aproximadamente entre los años 1880 a 1890, se afirma que recorrieron estos valles los “Suchichis”, es el caso que en su afán de explorar la selva, tres ciudadanos de nombres Eulario Ushiñahua, Felipe Rengifo y Manuel Trinidad Ushiñahua; atraídos por la abundante flora y fauna de estos valles, llegaron hasta la famosa cocha de “Shapilleja” pasando por San Lucia (Actualmente Tiraquillo). Este lugar, en estación de verano era propicio para la pesca, de manera que se fue formando poco a poco un asentamiento humano.
En 1902 ya existían 12 familias y una hacienda ganadera propiedad del señor Santiago Bartra, natural de Tarapoto, se cuenta que por esos años aproximadamente 20 habitantes fueron víctimas de un desastre producido por un fuerte aluvión, distribuyendo totalmente el Shapilleja, que dejó pérdidas irreparables. Muchos habitantes se salvaron milagrosamente, trasladándose a la parte más alta del cerro San Juan Loma, donde construyeron sus viviendas. Por este lugar cruzaba el camino de herradura que conducía a la localidad de Juanjui.
Los comerciantes ambulantes que transitaban por esta parte del Huallaga, la innumerable cantidad de animales que criaban los pobladores, especialmente cerdos y por la abundancia de excremento del lugar, optaron por llamar al pueblo con el apelativo de “CUCHISMA”, compuesta de las voces quechuas: CUCHI – Cerdo e ISMA – Excremento. Nombre con el que se le conoció muchos años.
Por aquellos tiempos un sacerdote de apellido Chuquisengo, llegó al lugar con la finalidad de catequizar a los pobladores y nombrar el Santo Patrón. El sacerdote aludido reunió a la población y pregunto ¿Cuál es el nombre de este pueblo? La gente respondió ¡Cuchisma! Entonces el sacerdote dijo “No hijos, ese nombre no vale, le pondremos el nombre de mi tierra Buenos Aires” los habitantes recibieron con algarabía el nuevo nombre de su pueblo.
Posteriormente en 1912 los pobladores se desplazaron hacia las orillas del río porque en verano los era difícil el acarreo de agua. Allí edificaron sus vivienda (lugar actualmente es una inmensa playa). En 1932, los pobladores abandonaron las orillas del Huallaga por los constantes derrumbes que ocasionaba la fuerza del río, estableciéndose en la parte oeste de lo que en la actualidad es el Distrito de Buenos Aires.

## Geografía
La capital se encuentra situada a 215 m s. n. m. a orillas del río Huallaga.
a 45 km de la Ciudad de Tarapoto
a 15 km de la Provincia de Picota

## Anexos del Distrito
- 1. Buena Fe
  2. San Tomas de Paujilzapa
  3. San Antonio de Paujilzapa
  4. Nuevo Bagua
  5. Progreso
  6. Nuevo Porvenir
  7. Nuevo Trujillo
  8. Firmeza
  9. La Fortaleza
  10. El Mirador
  11. Santa Rosillo de Upaquihua
  12. Nuevo México
  13. San Cristóbal de Upaquihua
  14. 23 de Mayo
  15. Fila Alta
  16. Nuevo Chachapoyas

### Instituciones del Estado
- 1. Municipalidad Distrital de Buenos Aires
  2. Juzgado de Paz
  3. Subprefectura
  4. Puesto de Salud
  5. Instituciones Educativas

## Autoridades

### Municipales
- 2023 - 2026[2]

Periodo 2023 - 2026
- - Alcalde:
- Edinson Reategui Vasquez (Alianza Para el Progreso)
  - Regidores:

  1. Lizardo Vasquez Fernandez (APP)
  2. Isaias Isuiza Tuanama (APP)
  3. Milagros Flores Ordoñez (APP)
  4. Crower Manuel Vela Isminio (APP)
  5. Tatiana Pinchi Gomez (Avanza Pais)

- 2019 - 2022[2]
  - Alcalde: Henry Rengifo Chistama, de Fuerza Popular.
  - Regidores:

  1. Alan Omar Correa Vásquez (Fuerza Popular)
  2. Jumercindo Tongo Campos (Fuerza Popular)
  3. José Ali De la Cruz Callirgos (Fuerza Popular)
  4. Ita Isabel Delgado Hurtado (Fuerza Popular)
  5. Katherine García Pezo (Acción Regional)

Alcaldes anteriores
- 2015-2018[3]:Alcalde  Ing. Edinson Reategui Vásquez, de Alianza Para el Progreso (APP).
- Regidores:
- Lincer Isuiza Isuiza
- Álvaro Cubas Vasquez
- Felizardo Asencio Julca
- Allys Margoth Tuanama Bocanegra
- Manuel Abrahan Olguin Barco

- 2011 - 2014: Alcalde Ing. Armando Pinchi Flores [Fuerza Popular]
- Regidores:
- Reinerio requejo Bautista
- Jhen Oswaldo Delgado Ushiñahua
- Ismael Neyra Laban
- Teresita Isuiza Isuiza
- Carmen Esperanza Cruzado Rengifo

- 2007-2010: Alcalde Sr. Weninger Viena Grandes [Fuerza Comunal]
- Regidores:
- Arquimedes Fasanando Ushiñahua
- Limber Vela Pinchi
- Heli Perez Olivera
- Leny Zoraida Vasquez Rojas
- Astolfo Tuanama Mendoza

- 2003 - 2006: Alcalde Ing. Anival Granda Jiménez [Partido Aprista Peruano - APRA]
- Regidores:
- Jorge Carlos Vela Vasquez
- Oswaldo Delgado Cubas
- Luz Peregrina Ushiñahua Shuña
- Froyli Isuiza Tuanama
- Wilmar Tuanama Luna

- 1999 - 2002: Sra. Neid Rengifo Vela
- 1996 - 1998: Ing. Carlos Humberto Ríos Jaramillo
- 1993 - 1995: Ing. Carlos Humberto Ríos Jaramillo

## Festividades
- Fiesta Patronal

- (Fiesta Patronal San Antonio de Padua del 27 de septiembre al 5 de octubre)

Fiesta Central 2 de octubre
- (Fiesta de San Juan - 24 de junio se celebra en las playas del río Huallaga y también en recreo campestre Don Agucho con orquesta nacional)

- (Fiesta de las Almas del 27 de octubre al 1 de noviembre, se celebra con música típica y equipo de sonido)